# ادونچر ویژن
ادونچر ویژن (به انگلیسی: Adventure Vision) نام یک کنسول بازی ویدئویی از نسل دوم است که برمبنای مدیای کارتریج می‌باشد. این کنسول توسط شرکت صنایع اینتکس و در تاریخ ۱۹۸۲ عرضه شد. ادونچر ویژن کنسولی است که نیاز به نمایشگر خارجی ندارد. از شرکت سازنده این کنسول، یک سال پیش از این و در سال ۱۹۸۱، کنسولی در نسل اول نیز ساخته شد که بر این مبنا، ادونچر ویژن دومین کنسول عرضه شده توسط شرکت صنایع اینتکس است.

## مشخصات فنی
- پردازنده: اینتل ۸۰۴۸ ۷۳۳ کیلوهرتز
- صدا: National Semiconductor COP411L @ ۵۲٫۶ kHz
- حافظه دسترسی تصادفی: ۶۴ بایت (داخلی تا ۸۰۴۸)
- ورودی: ۴ کنترلر (۴ دکمه به همراه جهت‌های حرکتی)
- گرافیک: ۱۵۰x۴۰
- مدیا: کارتریج